# Dumitra (okręg Bistrița-Năsăud)
Dumitra – wieś w Rumunii, w okręgu Bistrița-Năsăud, w gminie Dumitra. W 2011 roku liczyła 2555 mieszkańców.